# Candalides xanthospilos
Candalides xanthospilos är en fjärilsart som beskrevs av Jacob Hübner 1806/16. Candalides xanthospilos ingår i släktet Candalides och familjen juvelvingar. Inga underarter finns listade i Catalogue of Life.

## Bildgalleri

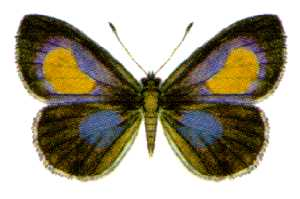